# Sobradillo
Sobradillo és un municipi de la província de Salamanca a la comunitat autònoma de Castella i Lleó. Limita amb La Redonda i Lumbrales a l'Est, Ahigal de los Aceiteros al Sud, amb Portugal a l'Oest i Hinojosa de Duero al Nord.

## Demografia
| 1991 | 1996 | 2001 | 2004 |
| ---- | ---- | ---- | ---- |
| 464  | 403  | 351  | 333  |